# Amythra
Amythra là một chi bọ cánh cứng trong họ Chrysomelidae.
Chi này được Spaeth miêu tả khoa học năm 1913.

## Các loài
Chi này gồm các loài:
- Amythra valida (Boheman, 1855)